# Leila Lopes
Leila Luliana da Costa Vieira Lopes (sinh ngày 26 tháng 2 năm 1986) là một nữ diễn viên người Angola, người dẫn chương trình truyền hình, người mẫu và là một nữ hoàng sắc đẹp người Angola đã đoạt danh hiệu Hoa hậu Hoàn vũ 2011.

## Đời tư
Leila Lopes sinh tại Benguela, Angola. Mẹ cô quê ở tỉnh Benguela còn cha cô sinh tại tỉnh Cuanza Sul. Lopes là sinh viên khoa quản trị kinh doanh ở Anh, nơi cô đoạt danh hiệu Hoa hậu Angola ở Vương quốc Anh ngày 8.10.2010, và là người đại diện chính thức cho cộng đồng người Angola tại Vương quốc Anh tham dự cuộc thi Hoa hậu Angola 2011 diễn ra 2 tháng sau ở Luanda.
Năm 2015, cô kết hôn với cầu thủ Osi Umenyirisa.

## Các cuộc thi sắc đẹp

### Hoa hậu Angola ở Vương quốc Anh
Ngày 8.10.2010, cô đoạt danh hiệu Hoa hậu Angola ở Vương quốc Anh và được quyền tham dự cuộc thi Hoa hậu Angola 2011. Tuy nhiên chiến thắng này đã gây ra các phản đối trong Cộng đồng người Angola ở Anh, vì họ cho rằng cô không phải là người cư trú ở Anh và do đó không đủ tư cách để được bầu chọn.

### Hoa hậu Angola
Sau đó cô tham dự cuộc thi Hoa hậu Angola được tổ chức ở Luanda 18.12.2010, đoạt danh hiệu Hoa hậu Angola 2011 và được quyền đại diện Angola tham dự cuộc thi Hoa hậu Hoàn vũ 2011. Cô đã đoạt giải Hoa hậu ảnh trong cuộc thi này.

### Hoa hậu Hoàn vũ 2011

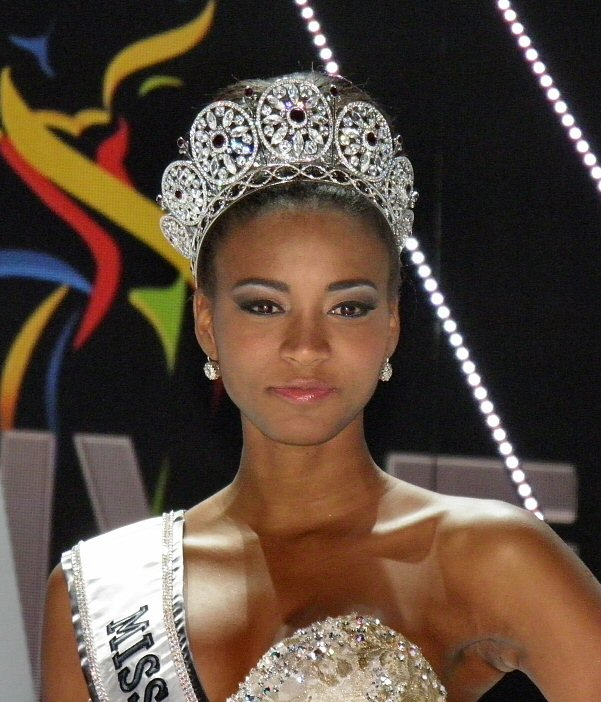
Lopes sau khi được trao vương miện Hoa hậu Hoàn vũ

Trong cuộc thi sắc đẹp toàn cầu Hoa hậu Hoàn vũ 2011 tổ chức ở São Paulo, Brazil vào ngày 12 tháng 9 năm 2011, cô đã đoạt danh hiệu Hoa hậu Hoàn vũ 2011, trở thành người Angola đầu tiên và là người thứ 60 đoạt danh hiệu này. Lopes đã nhận vương miện do cựu Hoa hậu hoàn vũ 2010 Ximena Navarrete của México trao. Lopes là người châu Phi thứ tư đoạt danh hiệu này từ khi tổ chức cuộc thi sắc đẹp toàn cầu (Nam Phi năm 1978; Namibia năm 1992; Botswana năm 1999; và Angola năm 2011) và là người gốc châu Phi thứ nhì đoạt danh hiệu này (sau Mpule Kwelagobe của Botswana đoạt danh hiệu Hoa hậu Hoàn vũ 1999). Lopes cũng là phụ nữ da đen châu Phi đầu tiên đoạt danh hiệu Hoa hậu hoàn vũ trong thiên niên kỷ mới này.
Lopes cũng là hoa hậu hoàn vũ có nhiệm kỳ kéo dài nhất lịch sử cuộc thi (465 ngày) nhưng nhiệm kỳ của cô bị đánh giá là nhạt nhẽo, không nổi bật như các hoa hậu tiền nhiệm

## Các cáo buộc giả mạo tài liệu và hối lộ
Ngày 17.9.2011 tờ báo Infobae của Argentina đã đăng một phóng sự cho rằng Lopes đã được phép tham dự cuộc thi Hoa hậu Angola ở Vương quốc Anh một cách không trung thực, vì cô chỉ sống ở Angola, chưa bao giờ sống ở Vương quốc Anh. Các cáo buộc mới xuất hiện cho rằng các tài liệu của cô là giả mạo để chứng minh tình trạng cư trú hợp pháp ở Vương quốc Anh do đó giành chiến thắng trong cuộc thi "Hoa hậu Angola ở Vương quốc Anh". Nếu các cáo buộc trên được chứng minh là sự thật, thì cô có thể bị mất danh hiệu Hoa hậu hoàn vũ. Bài phóng sự nêu trên cho rằng một nhà tài trợ người Angola tên là Charles Mukano,, đã giúp làm giả các giấy tờ chứng minh cô là sinh viên ngành quản trị kinh doanh ở một trường của Anh để có thể dự thi Hoa hậu Angola ở Vương quốc Anh một cách hợp pháp. Việc làm giấy tờ giả mạo có thể do anh ta hối lộ các thẩm phán ở Anh.
Tuy nhiên Tổ chức Hoa hậu Hoàn vũ đã công bố rằng các giấy tờ tài liệu của Lopes là đích thực. Họ cũng quyết định không tước danh hiệu Hoa hậu Hoàn vũ của cô.